# Сан Чезарио ди Лече
Сан Чеза̀рио ди Лѐче (на италиански: San Cesario di Lecce) е градче и община в Южна Италия, провинция Лече, регион Пулия. Разположено е на 42 m надморска височина. Населението на общината е 8444 души (към 2011 г.).